# Hisingerita
La hisingerita es un mineral, filosilicato de hierro (III), cuya fórmula es Fe3+2 Si2O5 (OH)4·2 H2O. Es un mineral secundario brillante, de color negro o marrón oscuro, que se ha formado por la meteorización o alteración hidrotermal de otros minerales de silicato y sulfuro de hierro.
Fue descrita por primera vez en 1828 por una aparición en Riddarhyttan, Västmanland, Suecia. Debe su nombre a Wilhelm Hisinger (1766-1852), químico sueco.
También hay una variedad llamada hisingerita de aluminio en el que uno de los átomos de hierro se sustituye por otro de aluminio.

## Formación y yacimientos
Es un mineral secundario, formado por alteración debida a la intemperie o al paso del tiempo de silicatos o sulfuros ricos en hierro.